# H2O: Egy vízcsepp elég
A H2O: Egy vízcsepp elég (eredeti cím: H2O: Just Add Water) 2006 és 2010 között bemutatott ausztrál televíziós filmsorozat, amelyet a Jonathan M. Shiff Productions készített. Magyarországon a Jetix, a Disney Channel, a Viasat 3 és az M2, valamint a Story4 és a TV2 Kids tűzte műsorra. A Viasat3 is megrendelte a magyar szinkront, amelyből tehát két változat van. A sorozat három 16 éves lányról szól, akik egy kicsit különböznek a többi tinilánytól, mert ők valójában sellők.

## A sorozatról
Egy napon a lányok csónakázni mennek, de a csónak lerobban a Mako sziget közelében, így kénytelenek kievezni a partra. A mobiljuk nem működik, így a három lánynak, Cleonak (Phoebe Tonkin), Rikkinek (Cariba Heine) és Emmának (Claire Holt) muszáj felmásznia a vulkán tetejére. Útközben egy meredek részen kell átugraniuk, de Cleo elhibázza az ugrást és a vulkán egyik barlangjában köt ki. A többiek a segítségére sietnek. A barlangban egy tavat találnak. Mivel ez az egyetlen kiút a számukra, ezért úgy döntenek, hogy a víz alatt kiúsznak a barlangból. Cleo nem tud úszni, ezért a lányok estig győzködik, hogy nincs más kiút, végül beleegyezik.
Telihold van és a hold fénye bevilágít a vulkán száján, éppen a medencére, ahol a három lány éppen kiúszni készül. Kicsit megijednek, mert a víz bugyborékolni kezd. Aztán megnyugodnak, ahogy a Hold eltűnik. Kiúsznak a tengerre és kint a partiőrség megtalálja őket. Még nem is sejtik mi lesz ezután. Gyökeresen megváltozik az életük. Rájönnek, hogy ha akár egy csepp víz is éri őket, tíz másodperc múlva uszonyuk nő és átváltoznak sellővé.
Megfogadják, hogy ez örökre az ő titkuk marad. Közben az is kiderül, hogy mindhármuknak van egy különleges képessége; Emma fagyasztani tud, Rikki fel tudja forralni a vizet, Cleo pedig mozgatni tudja a vizet. Azonban egy barátjuk, Lewis egy szerencsétlen véletlen folytán mégis tudomást szerez erről a kis „balesetről”, de megígéri, hogy megtartja a titkukat és segíti a lányokat. Ám a mindennapi életben elég nehéznek bizonyul az, hogy ne érjenek vízhez és ne lepleződjenek le.
De időközben többen is rájönnek, hogy a lányok sellők: Dr. Denman, Zane és az apja. De a legfontosabb dolog a barátság és így képesek lesznek minden akadályt leküzdeni. Közben mindegyikük szoros kapcsolatba kerül egy-egy fiúval. Cleo Lewis-sal, Rikki Zane-nel, és Emma Ash-sel. Senki nem állhat az útjukba. Még a negyedik sellő, Charlotte sem, aki a második évadban érkezik, és rájön a lányok titkára és a nagymamájáéra, majd egy időre ő is sellővé változik. A harmadik évadban pedig Emma helyett Bella (Indiana Evans) látható, akinek különleges képessége a zselésítés. Emellett egy új fiú is feltűnik ő Will (Luke Mitchell) aki Lewishoz hasonlóan megtudja a lányok titkát.

### A Hold
A Hold meghatározó szerepet játszik a sorozatban. A lányok annak hatására változtak sellővé, hogy a telihold besütött a Mako szigeti barlangba, amikor a lányok éppen a vízben voltak. Ezentúl ha teliholdkor a Holdra néznek, az megbabonázza őket és furcsán kezdenek viselkedni, a külvilágra pedig oda sem figyelnek. Pl. Cleo-ból egyszer szirén lett, és az énekével magához vonzotta az összes fiút, ahogy a mondában a parton éneklő szirén odacsalta a hangjával a hajósokat, akiket így a halálba kergetett. Amint lement a telihold, véget ért a hatás és Cleo elvesztette az énekhangját, ami azelőtt amúgy se volt. A lányokat a sorozat első évadában egyenként keríti hatalmába a Hold. Emma és Rikki nem emlékeznek majd, hogy mit csináltak telihold éjszakáján viszont Cleo igen.
A második évad kezdetén mindhármukat egyszerre babonázza meg a hold, ennek hatására elmennek a Mako szigetre és a barlang vizében tartózkodnak, amikor besüt a Hold. Valószínűleg ennek hatására megnő az erejük, és csak nehezen sikerül majd újra uralniuk. Pl. Cleo szélvihart tud kavarni, Emma sokkal jobban lefagyasztja a dolgokat, nem csak a vizet, Rikki pedig forralás helyett felégeti a dolgokat.
Aznap éjjel, amikor ez történt, Lewis utánuk megy, hogy hazavigye őket, de a lányok ellenállnak, és hármuk erejével vihart kavarnak, amit a meteorológusok nem tudnak kideríteni, mitől alakult ki. A telihold hatása alatt többször is a lebukás szélén állnak a lányok a furcsa viselkedésük miatt, de mindig megússzák, általában Lewis közreműködésével. A második évadban megtanulják, hogy legyenek úrrá a Hold hatásán.
A második évad végén Charlotte kerül a Hold hatása alá, és a szigethez csalja Lewis-t és a lányokat, mert megtudta, hogy aznap éjszaka - mivel minden bolygó egyvonalban áll a Holddal - a Hold elveszi annak a sellőnek az erejét, aki teliholdkor a barlang vízében tartózkodik. Charlotte három vízkígyóval harcol a lányokkal, akik végül belökik őt a vízbe, így ő veszti el az erejét. Ha pedig holdfogyatkozás van, a barlang vize 12 órára veszi el a sellők erejét.
A harmadik évadban a Hold egy különleges víziszörnyet varázsol elő a Mako-sziget holdmedencéjéből, ami elrabolja a sellőket. Valójában jó szándék vezérli, mert segíteni akar a lányoknak a földbe csapódó üstököst megállítani. Azonban Sophie (Will nővére), Zane és Ryan közreműködésével lerombolja a holdmedencét a kristályok felkutatása érdekében. Végül a lányok együttes erővel megállítják, és visszatérítik az üstököst.

### Nyakláncok
Az első évadban mindegyik lány egy-egy ezüstnyakláncot kap, az erejük színének megfelelő kővel. Cleonak kék (víz), Emmának fehér (jég), Rikkinek piros (tűz). A második évadban, miután Charlotte sellő lett, elvette Cleo nyakláncát, féltékenysége miatt. A harmadik évad elején még megvan Cleonak és Rikkinek az ezüstnyaklánc, Bellának (Emma nem szerepel, a történet szerint világkörüli úton van) azonban egy kristálymedálos nyaklánca van, amit Írországból hozott magával. Később Cleo és Rikki is szerez magának kristályt a Mako-sziget vulkánjából, amiből Will (Bella párja) készít nyakláncot.

## Szereplők
| Szereplő                           | Színész             | Magyar hang                                    | Magyar hang              |
| Szereplő                           | Színész             | Jetix (Disney Channel), M2                     | Viasat 3                 |
| ---------------------------------- | ------------------- | ---------------------------------------------- | ------------------------ |
| Cleo Sertori (1-3. évad)           | Phoebe Tonkin       | Mahó Andrea                                    | Csuja Fanni              |
| Rikki Chadwick (1-3. évad)         | Cariba Heine        | Haffner Anikó                                  | Simonyi Piroska          |
| Emma Gilbert (1-2. évad)           | Claire Holt         | Mezei Kitty                                    | Dögei Éva                |
| Isabella "Bella" Hartley (3. évad) | Indiana Evans       | Gerhát Barbara                                 |                          |
| Charlotte Watsford (2. évad)       | Brittany Byrnes     | Kokas Piroska                                  |                          |
| Lewis McCartney (1-3. évad közepe) | Angus McLaren       | Markovics Tamás                                | Szalay Csongor           |
| Zane Bennett (1-3. évad)           | Burgess Abernethy   | Seszták Szabolcs                               | Előd Álmos               |
| Nate (1-3. évad)                   | Jamie Timony        | Morassi László                                 |                          |
| Ash Dove (2. évad)                 | Craig Horner        | Kováts Dániel                                  | Markovics Tamás          |
| William "Will" Benjamin (3. évad)  | Luke Mitchell       | Czető Roland                                   |                          |
| Sophie Benjamin (3. évad)          | Taryn Marler        | Szabó Zselyke                                  |                          |
| Elliot Gilbert (1-2. évad)         | Trent Sullivan      | Glósz András (1. évad) Penke Bence (2. évad)   | Sipos János, Penke Bence |
| Lisa Gilbert (1-2. évad)           | Caroline Kennison   | Papp Györgyi                                   |                          |
| Neil Gilbert (1-2. évad)           | Jared Robinsen      | Gardi Tamás                                    |                          |
| Kim Sertori (1-3. évad)            | Cleo Massey         | Talmács Márta                                  | Talmács Márta            |
| Bev Sertori (1. évad)              | Deborah Coulls      | Hirling Judit                                  |                          |
| Samantha "Sam" Roberts (3. évad)   | Penni Gray          | Götz Anna                                      |                          |
| Donald "Don" Sertori (1-3. évad)   | Alan David Lee      | Breyer Zoltán (1-2. évad) Csuja Imre (3. évad) | Csuja Imre               |
| Terry Chadwick (2. évad)           | Andy McPhee         | Kajtár Róbert                                  |                          |
| Miriam Kent (1. évad)              | Annabelle Stevenson | Szőlőskei Tímea                                |                          |
| Tiffany (1. évad)                  | Alice Hunter        | Sánta Annamária                                |                          |
| Byron (1. évad)                    | Christopher Poree   | Sörös Miklós                                   |                          |
| Miss Louise Chatham (1. évad)      | Christine Amor      | Illyés Mari                                    | Illyés Mari              |
| Dr. Linda Denman (1. évad)         | Lara Cox            | Haumann Petra                                  |                          |
| Dr. Harrison Bennett (1. évad)     | Joss McWilliam      | Bicskey Lukács                                 |                          |
| Wilfred (1-2. évad)                | Ariu Lang Sio       | Papucsek Vilmos                                |                          |

## Évadok
| Évad | Évad | Epizód | Eredeti sugárzás     | Eredeti sugárzás   | Magyar sugárzás    | Magyar sugárzás      |
| Évad | Évad | Epizód | Évadpremier          | Évadfinálé         | Évadpremier        | Évadfinálé           |
| ---- | ---- | ------ | -------------------- | ------------------ | ------------------ | -------------------- |
|      | 1    | 26     | 2006. július 7.      | 2006. december 29. | 2006.szeptember 7. | 2007.február 25.     |
|      | 2    | 26     | 2007. szeptember 28. | 2008. március 21.  | 2008. március 8.   | 2008. szeptember 27. |
|      | 3    | 26     | 2009. október 26.    | 2010. április 16.  | 2010. március 8.   | 2010. június 27.     |

### 1. évad
| Hivatalos epizódcím   | Hivatalos premier    | Hivatalos magyar cím   | Hivatalos magyar premier | Epizód # |
| --------------------- | -------------------- | ---------------------- | ------------------------ | -------- |
| Metamorphosis         | 2006. július 7.      | Az átváltozás          | 2006.szeptember 7.       | 1x01     |
| Pool Party            | 2006. július 14.     | A medencés buli        | 2006.szeptember 13.      | 1x02     |
| Catch of the Day      | 2006. július 21.     | A nagy fogás           | 2006.szeptember 20.      | 1x03     |
| Party Girls           | 2006. július 28.     | A pizsibuli            | 2006.szeptember 26.      | 1x04     |
| Something Fishy       | 2006. augusztus 4.   | A sellőnapló           | 2006.október 3.          | 1x05     |
| Young Love            | 2006. augusztus 11.  | Az első szerelem       | 2006.október 9.          | 1x06     |
| Moon Spell            | 2006. augusztus 18.  | Telihold               | 2006.október 15.         | 1x07     |
| The Denman Affair     | 2006. augusztus 25.  | A tudomány ára         | 2006.október 24.         | 1x08     |
| Dangerous Waters      | 2006. szeptember 1.  | Veszélyes vizeken      | 2006.november 5.         | 1x09     |
| The Camera Never Lies | 2006. szeptember 8.  | A kamera nem hazudik   | 2006.november 12.        | 1x10     |
| Sink or Swim          | 2006. szeptember 15. | Az úszóverseny         | 2006.november 16.        | 1x11     |
| The Siren Effect      | 2006. szeptember 22. | A szirén éneke         | 2006.november 21.        | 1x12     |
| Shipwrecked           | 2006. szeptember 28. | A hajótörés            | 2006.november 30.        | 1x13     |
| Surprise!             | 2006. október 6.     | Meglepetés!            | 2006.december 6.         | 1x14     |
| The Big Chill         | 2006. október 13.    | Fagyos hangulatban     | 2006.december 14.        | 1x15     |
| Lovesick              | 2006. október 20.    | Szerelmi bánat         | 2006.december 22.        | 1x16     |
| Under the Weather     | 2006. október 27.    | A karantén             | 2006.december 27.        | 1x17     |
| Bad Moon Rising       | 2006. november 3.    | Egy újabb telihold     | 2007.január 4.           | 1x18     |
| Hurricane Angela      | 2006. november 10.   | A látogató             | 2007.január 9.           | 1x19     |
| Hook, Line and Sinker | 2006. november 17.   | A horgászverseny       | 2007.január 15.          | 1x20     |
| Red Herring           | 2006. november 24.   | A hajfestés            | 2007.január 16.          | 1x21     |
| Fish Out Of Water     | 2006. december 1.    | Mint partra vetett hal | 2007.január 23.          | 1x22     |
| In Too Deep           | 2006. december 8.    | A mélység titka        | 2007.január 31.          | 1x23     |
| Love Potion #9        | 2006. december 15.   | A szerelem varázsa     | 2007.február 4.          | 1x24     |
| Dr. Danger            | 2006. december 22.   | A veszély visszatér    | 2007.február 12.         | 1x25     |
| A Twist in the Tail   | 2006. december 29.   | Dupla csavar           | 2007.február 18.         | 1x26     |

### 2. évad
| Eredeti cím                      | Eredeti vetítés dátuma | Magyar cím                         | Magyar vetítés dátuma | Epizód # |
| -------------------------------- | ---------------------- | ---------------------------------- | --------------------- | -------- |
| Stormy Weather                   | 2007. szeptember 28.   | Viharos időjárás                   | 2008. március 8.      | 2x01     |
| Control                          | 2007. október 5.       | Önuralom                           | 2008. március 8.      | 2x02     |
| Double Trouble                   | 2007. október 12.      | Hiába menekülsz                    | 2008. március 9.      | 2x03     |
| Fire and Ice                     | 2007. október 19.      | Tűz és jég                         | 2008. március 9.      | 2x04     |
| Hocus Pocus                      | 2007. október 26.      | Hókuszpókusz                       | 2008. március 15.     | 2x05     |
| Pressure Cooker                  | 2007. november 2.      | Kukta                              | 2008. március 15.     | 2x06     |
| In Hot Water                     | 2007. november 9.      | Meleg helyzet                      | 2008. március 16.     | 2x07     |
| Wrong Side of the Tracks         | 2006. november 16.     | Nem számít hol laksz               | 2008. március 16.     | 2x08     |
| Riding for a Fall                | 2007. november 23.     | Lovas lecke                        | 2008. március 22.     | 2x09     |
| Missed the Boat                  | 2007. november 30.     | Ez a hajó elúszott                 | 2008. március 22.     | 2x10     |
| In Over Our Heads                | 2007. december 7.      | Kincsvadászat                      | 2008. március 23.     | 2x11     |
| Fish Fever                       | 2007. december 14.     | Haléhség                           | 2008. március 23.     | 2x12     |
| Moonwalker                       | 2007. december 21.     | Holdkór                            | 2008. március 29.     | 2x13     |
| Get Off My Tail                  | 2007. december 28.     | Cleo kontra Charlotte              | 2008. szeptember 6.   | 2x14     |
| Irresistible                     | 2008. január 4.        | Nate az ellenállhatatlan           | 2008. szeptember 6.   | 2x15     |
| Double Trouble                   | 2008. január 11.       | Lewis álma                         | 2008. szeptember 7.   | 2x16     |
| Moonstruck                       | 2008. január 18.       | Randi teliholdkor                  | 2008. szeptember 7.   | 2x17     |
| The Heat is On                   | 2008. január 25.       | Az évforduló                       | 2008. szeptember 13.  | 2x18     |
| The Gracie Code (Part One)       | 2008. február 1.       | Gracie emléke 1. rész              | 2008. szeptember 13.  | 2x19     |
| The Gracie Code (Part Two)       | 2008. február 8.       | Gracie emléke 2. rész              | 2008. szeptember 14.  | 2x20     |
| And Then There Were Four         | 2008. február 15.      | Most már négyen vannak             | 2008. szeptember 14.  | 2x21     |
| Bubble, Bubble, Toil and Trouble | 2008. február 22.      | A röplabdameccs                    | 2008. szeptember 20.  | 2x22     |
| Reckless                         | 2008. február 29.      | Nincs kegyelem                     | 2008. szeptember 20.  | 2x23     |
| Three's Company                  | 2008. március 7.       | Három még társaság, négy már tömeg | 2008. szeptember 21.  | 2x24     |
| Sea Change                       | 2008. március 14.      | Veszélyes vizeken                  | 2008. szeptember 21.  | 2x25     |
| Unfathomable                     | 2008. március 21.      | Sellők harca                       | 2008. szeptember 27.  | 2x26     |

### 3. évad
| Eredeti cím               | Eredeti vetítés dátuma | Magyar cím           | Magyar vetítés dátuma | Epizód # |
| ------------------------- | ---------------------- | -------------------- | --------------------- | -------- |
| The Awakening             | 2009. október 26. (UK) | Az ébredés           | 2010. március 8.      | 3x01     |
| Jungle Hunt               | 2009. október 27. (UK) | Felderítő úton       | 2010. április 10.     | 3x02     |
| Keep Your Enemies Close   | 2009. október 28. (UK) | Vízvonalban          | 2010. április 10.     | 3x03     |
| Valentine's Day           | 2009. október 29. (UK) | Valentin nap         | 2010. április 17.     | 3x04     |
| Big Ideas                 | 2009. október 30. (UK) | Nagy ötletek         | 2010. április 17.     | 3x05     |
| Secrets & Lies            | 2009. november 2. (UK) | Titkok és hazugságok | 2010. április 24.     | 3x06     |
| Happy Families            | 2009. november 3. (UK) | Családi béke         | 2010. április 24.     | 3x07     |
| Kidnapped                 | 2009. november 4. (UK) | Emberrablás          | 2010. május 1.        | 3x08     |
| The Sorcerer's Apprentice | 2009. november 5. (UK) | Hétvégi golfozás     | 2010. május 8.        | 3x09     |
| Revealed                  | 2009. november 6. (UK) | Titkok és hazugságok | 2010. május 8.        | 3x10     |
| Just A Girl At Heart      | 2010. január 18. (UK)  | Sellőszerelem        | 2010. május 15.       | 3x11     |
| Crime & Punishment        | 2010. január 19. (UK)  | Bűn és bűnhődés      | 2010. május 22.       | 3x12     |
| To Have & To Hold Back    | 2010. január 21. (UK)  | Kalandos esküvő      | 2010. május 22.       | 3x13     |
| Mermaid Magic             | 2010. február 22. (UK) | Sellővarázslat       | 2010. június 4.       | 3x14     |
| Power Play                | 2010. február 23. (UK) | Hatalmi harcok       | 2010. június 5.       | 3x15     |
| The Dark Side             | 2010. február 24. (UK) | A sötét oldal        | 2010. június 7.       | 3x16     |
| A Magnetic Attraction     | 2010. február 25. (UK) | Mágneses vonzerő     | 2010. június 8.       | 3x17     |
| Into The Light            | 2010. április 12. (UK) | Egyenesen a fénybe   | 2010. június 12.      | 3x18     |
| Breakaway                 | 2010. április 13. (UK) | Kitörés              | 2010. június 13.      | 3x19     |
| Queen For A Day           | 2010. április 13. (UK) | Királynő egy napra   | 2010. június 6.       | 3x20     |
| The Jewel Thief           | 2010. április 14. (UK) | Az ékszertolvaj      | 2010. június 19.      | 3x21     |
| Mako Masters              | 2010. április 14. (UK) | A sziget mesterei    | 2010. június 19.      | 3x22     |
| Beach Party               | 2010. április 15. (UK) | Tengerparti buli     | 2010. június 6.       | 3x23     |
| Too Close For Comfort     | 2010. április 15. (UK) | Kalózok és delfinek  | 2010. június 13.      | 3x24     |
| A Date With Destiny       | 2010. április 16. (UK) | Randevú a végzettel  | 2010. június 20.      | 3x25     |
| Graduation                | 2010. április 16. (UK) | Az évzáró ünnepély   | 2010. június 27.      | 3x26     |

### 4. évad
4. évad nincs tervben, helyette a Makoi hableányok sorozatot kezdték el forgatni.